# 中倉隆道
中倉 隆道（なかくら りゅうどう、1977年10月10日 - ）は、フリーアナウンサー。TBSスパークル（旧：キャスト・プラス）所属。専修大学講師。

## 略歴
神奈川県立港南台高等学校、中央大学理工学部電気電子情報通信工学科卒業、中央大学大学院理工学研究科電気電子情報通信工学専攻博士前期課程修了後、2002年NHK入局。福岡放送局、宮崎放送局、松山放送局、NHKラジオセンターを勤務し、2015年3月22日付で退職。
2015年4月1日より半年間東京メトロポリタンテレビジョン（TOKYO MX）の『TOKYO MX NEWS』18時台（月～木）キャスターを担当した。
2016年6月より『真麻のドドンパッ！』（BS日テレ）ではナレーションの他、金曜日の「平野レミ♥明日香の嫁姑クッキング道」コーナー内で進行および平野レミと和田明日香の料理を試食・判定する判定員を担当。
2017年11月14日『マツコの知らない世界』（TBS）に柿ピー研究家として出演。
2018年8月18日『大野勢太郎の楽園ラジオ～パワー全開!!～』（FM NACK5）「勢太郎の人生劇場コーナー」に柿ピー研究家として出演。
2021年9月6日『激レアさんを連れてきた。』（テレビ朝日）に、「厳格な家庭で育ったエリートアナウンサーだったのに、仕事も恋も全てを捨てて柿ピーのことだけを考えている人」として出演。

## 人物
- 自称アニメ研究家、料理愛好家、柿ピー研究家。
- アニメに関しては、自身のブログにて評論を展開したり、文化放送の『アニラジ』などに度々出演している。また、NHK時代はNHK-FM『今日は一日アニソン三昧』の立ち上げに関わっている[4]。
- 野菜ソムリエの資格を持っており様々な料理を作ることができる[5]。ブログやTwitterでも野菜を使用した『ベジめし』を紹介している。
- 柿ピーは小学生の頃から父親のものをつまみ食いしていたが、「働いてから『もう好きなもの買ってやるぞ!』と思って買ったのが柿ピーだった」といい、スーパーで亀田製菓のプレーンとわさびと期間限定の味を買ったのが「NHKに入って1番の喜びだった」という。しかし、NHKでは企業名や商品名は基本的に言えないため、一般名詞化したとはいえ亀田製菓の印象が強い『柿の種』は『あられ』や『米菓』と表現せざるを得ず、「そういうことを含めて自分の言いたいことを素直に言えないことにずっと溜まるものがあって」NHKを退職[6]。しかし退職については「辞めさせられたのではなく、円満退社ですからね。笑」と本人が発信した[7]。

## 担当番組
- しゃべんジャーズ（2019年7月 - 、むさしのFM / 2021年4月 - 、ミュージックバード）

## 過去の出演番組

### アニメイトタイムズ
- EIGHT OF TRIANGLEのさんかくラジオ（レギュラー）（2016年2月 - 2017年3月、アニメイトタイムズ）
- EIGHT OF TRIANGLEのさんかくラジオ2（レギュラー）（2017年9月 - 2019年6月、アニメイトタイムズ）

### 文化放送
- A&Gリクエストアワー 阿澄佳奈のキミまち!（隔週アシスタント）（2017年4月 - 2019年3月、文化放送・超!A&G+）

### BS日テレ
- 真麻のドドンパッ!（レギュラー）（2016年6月～2017年9月、BS日テレ）
- 中国・日本を知ろう（MC）（2019年6月26日、BS日テレ）

### FM NACK5
- 大野勢太郎の楽園ラジオ〜パワー全開!!〜（ゲスト）（2018年8月18日、FM NACK5）

### MBSラジオ
- ザ・ヒットスタジオ〜レッツゴーヤンヤン〜（アシスタント）（2015年4月 - 2017年3月 、MBSラジオ）

### NHK
- ゆうどきワイド
- 福岡県・九州沖縄のニュース・中継・リポート
- いっちゃがワイド
- おーい、ニッポン
- 宮崎のニュース・中継・リポート
- 愛媛県・四国地方のニュース・中継・リポート
- おはよう四国
- つぶや句575
- wktkラヂオ学園（2012年4月～2015年3月　学園理事長=ナビゲーター）
- 午後のまりやーじゅ（2013年4月～2015年3月　金曜アシスタント）

### TBSテレビ
- マツコの知らない世界（柿の種の世界 ゲスト）（2017年11月14日、TBS）

### TOKYO MX
- TOKYO MX NEWS（キャスター）（2015年4月～2015年9月、TOKYO MX）